# Rebecca Giddens
Rebecca Giddens (nacida Rebecca Bennett, Green Bay, 19 de septiembre de 1977) es una deportista estadounidense que compitió en piragüismo en la modalidad de eslalon.
Participó en los Juegos Olímpicos de Atenas 2004, obteniendo una medalla de plata en la prueba de K1 femenino. Ganó tres medallas en el Campeonato Mundial de Piragüismo en Eslalon entre los años 1999 y 2003.

## Palmarés internacional
| Juegos Olímpicos   | Juegos Olímpicos              | Juegos Olímpicos  | Juegos Olímpicos |
| Año                | Lugar                         | Medalla           | Competición      |
| ------------------ | ----------------------------- | ----------------- | ---------------- |
| 2004               | Atenas (Grecia)               | Medalla de plata  | K1 individual    |
| Campeonato Mundial |                               |                   |                  |
| Año                | Lugar                         | Medalla           | Competición      |
| 1999               | Seo de Urgel (España)         | Medalla de plata  | K1 por equipos   |
| 2002               | Bourg-Saint-Maurice (Francia) | Medalla de oro    | K1 individual    |
| 2003               | Augsburgo (Alemania)          | Medalla de bronce | K1 individual    |